# Leko-Nimbari jezici
Leko-Nimbari jezici (privatni kod: lknb), nigersko-kongoanska skupina od (27) adamawskih jezika iz Kameruna i Nigerije. Glavna im je podjela na uže skupine Duru (11) jezika; Leko (4); Mumuye-Yandang (11); i Nimbari (1). predstavnic su: 
a. Duru (11) Kamerun: 
a1. Dii jezici (3): dii, dugun, duupa,
a2. Duli jezici (1) Kamerun: duli.
a3. Voko-Dowayo jezici (7): 
a. Kutin jezici (1): peere.
b. Vere-Dowayo jezici (5): 
b1. Dowayo jezici (1) Kamerun: doyayo.
b2. Vere-Gimme jezici (4): 
a. Gimme jezici (2) Kamerun: gimme, gimnime.
b. Vere jezici (2) Nigerija: koma, mom jango.
c. Voko jezici (1) Kamerun: longto.
b. Leko (4) Kamerun, Nigerija: kolbila, nyong, samba leko, wom.
c. Mumuye-Yandang (11): 
c1. Mumuye jezici (7) Nigerija: gengle, kumba, mumuye, pangseng, rang, teme, waka.
c2. Yandang jezici (4) Nigerija: bali, kpasam, kugama, yendang.
d. Nimbari (1) Kamerun: nimbari.

## Vanjske poveznice
- Ethnologue (14th)
- Ethnologue (15th)